# I686
i686 to nieoficjalna nazwa architektury zastosowanej zarówno w niektórych procesorach firmy Intel, jak i procesorach innej produkcji, jednak z nimi kompatybilnych.

## Procesory i686

### Intel
- Pentium Pro
- Pentium II
- Pentium III
- Celeron
- Xeon
- Pentium 4
- Pentium M
- Pentium D
- Pentium Extreme Edition
- Core
- Core 2

### AMD
- Opteron
- Athlon
- Athlon XP
- Athlon 64
- Athlon 64 X2
- Athlon FX
- Duron
- Sempron
- Turion 64
- Turion 64 X2

## Poprzednicy
- i386
- i486
- i586